# Андобал
Индибил или Андобал (Ἀνδοβάλης или Ἰνδίβιλις, до 205. п. н. е.) је био краљ иберскога племена Илергета, који је имао важну улогу у Другом пунском рату било као савезника Римљана или као савезник Картагињана. Био је најмоћнији и најутицајнији међу иберским владарима и веран Картагињанима све док га Хаздрубал Гискон није својим поступцима навео да покуша да се реши картагињанскога јарма. Прешао је на страну Римљана у време Сципиона Афричкога, али покушавао је да се реши и римске доминације. Једном се побунио сматрајући да је Сципион мртав, а други пут се побунио након одласка Сципиона из Иберије. Погинуо је у бици са римском војском 205. пре н.е.

## Деспот средишње Иберије
По први пут се помиње 218. пре н. е, када је командовао иберском војском у служби Ханона, картагињанскога гувернера провинција северно од реке Ебро. Андобал је као деспот целе средишње Иберије био веома привржен Картагињанима. Гнеј Корнелије Сципион искрцао се са 20.000 војника пешадије, 2.200 коњаника и 60 пентера код Емпорије, грчкога града на обали Иберије. Након освајања обалскога појаса до Ебра, Гнеј је кренуо у освајање унутрашњости. Ханон је имао само 10.000 војника и Андобала као савезника. Не сачекавши Хаздрубала Барку упустио се у битку код Кисе 218. п. н. е. Изгубио је битку, 6.000 војника, а заробљени су били он и Андобал.

## Дуг период мира
Не зна се тачно како је и уз какве услове Андобал пуштен из заробљеништва. Међутим већ током 217. п. н. е. он учествује у нападима на територије римских савезника. Био је то неуспешан покушај, јер су Римљани успели да растерају Андобалову војску. О Андобалу се дуго након тога није ништа чуло, па изгледа да су га браћа Сципиони успешно пацифицирали.

## Битка на горњем Бетису
Током 211. п. н. е. Андобал је поново у служби Картагињана и Хаздрубала Барке предводио 7.500 Келтибера Суесетана. Публије Корнелије Сципион је са 20.000 војника кренуо да нападне Магона Барку крај Кастуле, а Гнеј Сципион је са 10.000 војника и келтиберским најамницима требало да нападне Хаздрубала Барку. Хаздрубал Барка је због тога наредио Хаздрубалу Гискону, Масиниси и Андобалу да помогну Магону. Када је сазнао да се иза његових леђа налази Андобалова војска Публије је због могућега опкољавања променио план, па је одлучио да уместо Магона нападне Андобала. Крећући се целу ноћ 18.000 римских војника изненадило је Андобала. Ипак, Келтибери су успели да оздрже до доласка нумиђанске коњице, када су се изједначиле снаге. Долазак Магона Барке и Хаздрубала Гискона довео је до римскога пораза. Тада је погинуо Публије Корнелије Сципион.

## Прелазак на римску страну
Андобал је као краљ Илергета био најмоћнији и најутицајнији међу иберским владарима. Због сталне привржености Картагињани након погибије два Сципиона поново су им враћене територије и право да њима владају. Међутим Хаздрубал Гискон је својим понашањем отуђио двојицу верних иберских владара. Хаздрубал Гискон је од Андобала покушао да изнуди велику количину новца. Андобал се сматрао сигурним због раније верности Картагињанима, па је одбио да преда новац, али Хаздрубал га је онда лажно оптужио и присилио да преда своје ћерке као таоце. Тада је и Андобалов брат Мандоније предао своју жену као таоца. Када је Сципион Афрички заузео Нову Картагину 209. п. н. е. тада је преузео и све таоце, укључујући и Андобалове ћерке.
Сципион Афрички је Едекону, владару Едетана предао жену и децу, па је он прешао на страну Римљана. Андобал и Мандоније су након дрских Хаздрубалових поступака чекали добру прилику, тако да су 208. п. н. е. прешли на страну Римљана и добили натраг од Сципиона своје ћерке и жену. Склопили су савез са Римљанима. Андобал је на страни Римљана учествовао у бици код Бекуле 208. п. н. е., која се окончала римском победом.

## Побуна против Римљана и пораз
Андобал и Мандоније су остали у савезу са Римљанима, док год је Римљане представљао Сципион Афрички. Сципион је био тешко болестан, па се раширила гласина да је умро. Андобал се онда 206. п. н. е. побунио против Римљана. Андобал и Мандоније су се понадали да ће се решити римскога јарма исто као што су се решили картагињанскога. Побунили су не само своје поданике него и околна келтиберска племена, па су пустошили територије римских савезника. Када су Андобал и Мандоније чули да је Сципион жив повукли су се и чекали су развој догађаја. Сципион Афрички није био спреман да им опрости. Сципион је управо у то време угушио војничку побуну у властитим редовима. Повео је римску војску на Андобала. Битка између Илергета и Римљана одвијала се у уској долини, у којој није могла да дође до изражаја иберска тактика, а у долину је сишао само део иберске војске. Гај Лелије је са коњаницима заобишао и иза леђа напао и победио иберску коњицу, па се након тога иберска пешадија нашла у тешком положају. Изгинуо је највећи део иберске војске, који је био у долини. Преостали део војске побегао је заједно са Андобалом и Мандонијем. Мандоније је након тога отишао до Сципиона и бацио се на колена нудећи предају. Сципион је од њих тражио само да плате извесну суму новца.

## Погибија
Током 205. п. н. е. Сципион Африканац напустио је Иберијско полуострво и отишао да припрема инвазију Африке. Андобал је осетио да је то прилика да се реше римске доминације. Знао је да остали генерали нису тако способни као Сципион Афрички. Андобал је подбунио Илергете и Аусетане, а придружила су им се и друга племена, па су окупили војску од 30.000 пешака и 4.000 коњаника. Сципион је у Иберији оставио Луција Лентула и Луција Манлија Ацидина. Они су пожурили да се брзо сукобе са побуњеницима. Уследила је жестока битка између римске војске и побуњеника под командом Андобала. Римљани су победили након дуге и упорне борбе. Када је иберска линија била уздрмана уследио је напад, који је зауставио Андобал са својом гардом. Андобал је ту погинуо, а Мандоније је успео да побегне. Међутим Ибери су предали Римљанима Мандонија, који је након тога погубљен.

## Извор
- Полибије,Историје
- Тит Ливије
- Апијан, Историја Рима, Шпански ратови Архивирано на веб-сајту  (20. фебруар 2015)